# Маскерони, Анджело
Анджело Маскерони (итал. Angelo Mascheroni; 1855, Бергамо — 1905, там же) — итальянский композитор, пианист, дирижёр и музыкальный педагог. Брат Эдоардо Маскерони.

## Биография
Учился в своём родном городе у Алессандро Нини, Антонио Дольчи и Джованни Бертулетти, позднее совершенствовал своё мастерство в Париже под руководством Лео Делиба (композиция) и Камиля Сен-Санса (фортепиано). С семнадцати лет работал в Греции как пианист, позднее как дирижёр, на рубеже 1870-80-х гг. преподавал в Афинской консерватории, где среди его учеников был, в частности, Спирос Самарас. Затем участвовал в качестве дирижёра в гастрольных турне Аделины Патти, а в 1890-е гг. обосновался в Лондоне, где приобрёл известность, прежде всего, как автор песен и романсов, среди которых наибольшей знаменитостью пользовалась песня «Навечно» (итал. Eternamente, на стихи Пьетро Мадзони; английский текст Сидни Артура Херберта; 1891): она, в частности, с 1895 по 1899 гг. 27 раз была исполнена в ходе Променадных концертов и много раз была записана певцами начала XX века, в том числе Энрико Карузо. Среди других сочинений Маскерони — кантата «Дочь болотного царя» (англ. The Marsh King's Daughter, по одноимённой сказке Ханса Кристиана Андерсена) и опера «Горе от любви» (итал. Il mal d’amore; 1898, либретто Фердинандо Фонтана)